# Hippocrates (cratère lunaire)
Pour les articles homonymes, voir Hippocrate (homonymie).
Hippocrates est un cratère d'impact lunaire situé au sud-est de la face cachée de la Lune. Il se trouve entre les cratères Poinsot, Heymans et Rozhdestvenskiy et au nord du cratère Hermite. Ce cratère a été fortement érodé par les impacts ultérieurs. De nombreux petits craterlets coupent son contour circulaire qui demeure encore visible.
En 1970, l'union astronomique internationale a donné le nom du Père de la médecine grec Hippocrate à ce cratère lunaire.

## Cratères satellites
Les cratères dit satellites sont de petits cratères situés à proximité du cratère principal, ils sont nommés du même nom mais accompagnés d'une lettre majuscule complémentaire (même si la formation de ces cratères est indépendante de la formation du cratère principal). Par convention ces caractéristiques sont indiquées sur les cartes lunaires en plaçant la lettre sur le point le plus proche du cratère principal. Liste des cratères satellites de Hippocrates : 
| Hippocrates | Latitude | Longitude | Diamètre |
| ----------- | -------- | --------- | -------- |
| Q           | 69.0° N  | 148.0° W  | 35 km    |